# Іонов В'ячеслав Анатолійович
В'ячесла́в Анато́лійович Іо́нов (нар. 20 травня 1978 — пом. 29 серпня 2014) — молодший сержант Збройних сил України, учасник російсько-української війни.

## Короткий життєпис
Народився 1978 року в місті Луцьк. Закінчив 1995 року луцьку ЗОШ № 10, Рожищенський ветеринарний технікум. У 1996—1997 роках проходив строкову службу в лавах ЗСУ; звільнився у званні молодшого сержанта. 2000 року зареєструвався підприємцем; займався ремонтно-будівельними роботами.
Призваний за мобілізацією 11 квітня 2014 року, командир БМП 8-ї роти 3-го батальйону 51-ї окремої механізованої бригади.
Востаннє телефонував рідним 28 серпня з шостого блокпоста під Многопіллям (Донецька область). Під час прориву з оточення під Іловайськом 29 серпня був у другій колоні, у БМП влучив снаряд, машина загорілася, у тому ж БМП загинув комбриг 51-ї бригади Павло Півоваренко.
Довгий час перебував у списку розшуку, ідентифікований за експертизою ДНК. 18 лютого 2015 року в Луцьку воїна провели в останню путь та поховали на Алеї почесних поховань міського цвинтаря у селі Гаразджа.
Залишилися мама Надія Юхимівна та молодший брат.

## Нагороди та вшанування
За особисту мужність і героїзм, виявлені у захисті державного суверенітету та територіальної цілісності України, вірність військовій присязі під час російсько-української війни, відзначений — нагороджений:
- 17 липня 2015 року — орденом «За мужність» III ступеня (посмертно).[1]
- Його портрет розміщений на меморіалі «Стіна пам'яті полеглих за Україну» у Києві: секція 3, ряд 3, місце 37
- Вшановується 29 серпня на щоденному ранковому церемоніалі вшанування українських захисників, які загинули цього дня у різні роки внаслідок російської збройної агресії[2]
- відзнака 51-ї ОМБр «За мужність та відвагу» (посмертно)
- Іловайський Хрест (посмертно)
- Почесний громадянин міста Луцьк (2018; посмертно)[3]